# Maria-Rosa Rodriguezová
Maria-Rosa Rodriguezová (* 7. listopadu 1942 Quito) je francouzská herečka ekvádorského původu. V Ekvádoru používá jméno Toty Rodriguez, v Itálii vystupovala pod uměleckým jménem Yana Chouri.
V roce 1960 získala titul Miss World Ekvádor a po tomto úspěchu se věnovala dráze modelky v Evropě. V Paříži navštěvovala herecké kursy u Alaina Delona a rozhodla se věnovat herecké dráze ve Francii. Své nejvýznamnější role vytvořila v 60. letech v komediích Pouic Pouic a Grand restaurant pana Septima po boku Louise de Funèse.

## Výběr z filmografie
- Pouic Pouic (1963)
- Les Bons Vivants (1965)
- Grand restaurant pana Septima (1966)
- Výstup na Chimborazo (1989)